# ناو هواپیمابر شوکاکو
پیشینه
! مالک (امپراتوری ژاپن)
! نام:
Shōkakuنام‌گذاری:
翔鶴, "Soaring Crane"آب‌اندازی:
۱۲ دسامبر ۱۹۳۷آغاز کار:
۱ ژوئن ۱۹۳۹اعزام:
۸ اوت ۱۹۴۱سرنوشت:
Sunk by نیروی دریایی ایالات متحده آمریکا submarine یواس‌اس Cavalla on 1۹ ژوئن ۱۹۴۴
|-
! مشخصات اصلی
کلاس و نوع:
 Shōkaku-class aircraft carrierوزن:
- ۲۵٬۶۷۵ تن بزرگ (۲۶٬۰۸۷ تن) (standard)
- ۳۲٬۱۰۵ تن بزرگ (۳۲٬۶۲۰ تن) (full load)

درازا:
۲۵۷٫۵ متر (۸۴۴ فوت ۱۰ اینچ)پهنا:
۲۶ متر (۸۵ فوت ۴ اینچ)آبخور:
۸٫۸ متر (۲۸ فوت ۱۰ اینچ)نیرومحرکه نصب شده:
- ۱۶۰٬۰۰۰ اسب بخار کوتاه (۱۲۰٬۰۰۰ کیلووات)
- ۸ × boilers

پیشرانه:
- ۴ × Kampon geared توربین بخارs
- ۴ × shafts

سرعت:
۳۴٫۲ گره (۶۳٫۳ کیلومتر بر ساعت؛ ۳۹٫۴ مایل بر ساعت)برد:
۹٬۷۰۰ مایل دریایی (۱۸٬۰۰۰ کیلومتر؛ ۱۱٬۲۰۰ مایل) at ۱۸ گره (۳۳ کیلومتر بر ساعت؛ ۲۱ مایل بر ساعت)خدمه تکمیلی:
۱٬۶۶۰جنگ‌افزار:
- December 1941:
- ۱۶ × ۱۲۷ میلیمتر (۵ اینچ) Type 89 dual purpose guns
- ۳۶ × ۲۵ میلیمتر (۱ اینچ) Type 96 پدافند هواییs

هواپیماهای قابل حمل:
- 72 (+12 spares)
- ۷ دسامبر ۱۹۴۱:
- ۱۸ × میتسوبیشی زیرو2 "Zero" fighters
- ۲۷ × دی۳ای1 "Val" dive bombers
- ۲۷ × بی ۵ ان1/2 "Kate" torpedo bombers[۱]

|}
ناو هواپیمابر شوکاکو (ژاپنی: 翔鶴) به عنوان ناو هواپیمابر نیروی دریایی امپراتوری ژاپن در حمله به پرل هاربر شرکت داشت.